# Conus taeniatus
Conus taeniatus е вид охлюв от семейство Conidae. Видът не е застрашен от изчезване.

## Разпространение и местообитание
Разпространен е в Бахрейн, Джибути, Египет, Еритрея, Йемен, Иран, Кения, Кувейт, Обединени арабски емирства, Оман, Саудитска Арабия, Сомалия и Судан.
Обитава пясъчните дъна на морета и заливи.